# 시우윅
시우윅 (중국어 정체자: 燒肉, 한어 병음: shāo ròu, 광둥어 예일: sīu yuhk, 한자음: 소육)은 중국 남부 광둥 요리의 구운 돼지고기 요리로, 시우메이의 일종이다.
돼지 한 마리를 소금, 식초 등의 양념과 함께 숯불에 고온으로 구워서 만든다. 잘 구운 시우윅은 껍질이 바삭하고 육즙이 풍부하며 육질이 부드럽다. 일반적으로 껍질까지 함께 제공되며 간장이나 해선장에 찍어 먹기도 한다.

## 명칭
'시우윅'은 돼지고기 편육으로 나올 때에 일컫는 말이며, 돼지를 통으로 구워 만든 요리일 경우에는 광둥어로 시우위(중국어 정체자: 燒豬, 한어 병음: shāo zhū, 광둥어 예일: sīu jyū)라고 부른다. 일반적으로는 조금씩만 판매하는 경우가 많기 때문에 '시우윅'이라고 부를 때가 많다.

## 지역

### 광둥성

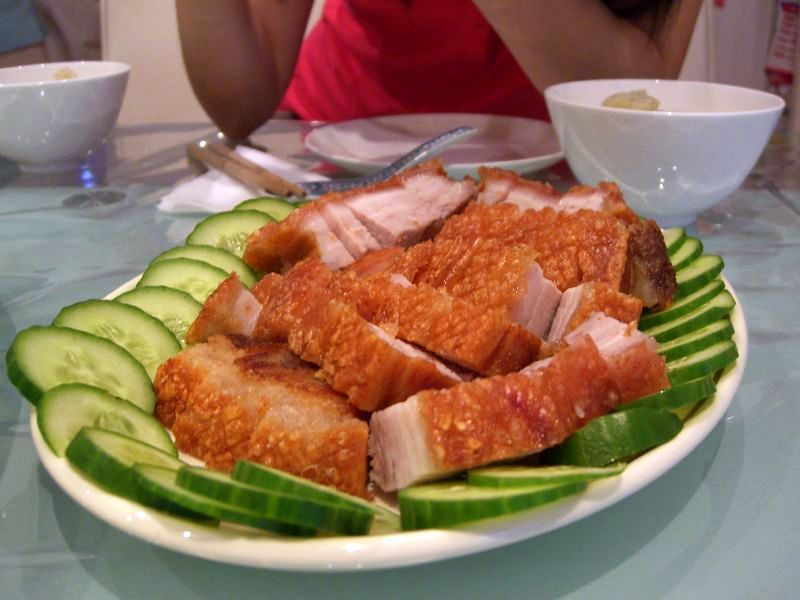
돼지고기 구이의 또 다른 요리

중국 본토 남부, 특히 광둥성과 홍콩에서 많이 먹는 요리다. 평소에는 편육처럼 잘라 먹지만, 집안 경사나 사업 개시를 앞두는 경우에는 한국에서 돼지머리로 고사 지내는 것처럼 돼지를 통으로 구운 요리를 내기도 한다. 일례로 홍콩 연예계에서는 영화 개봉을 축하하기 위해 통돼지 한마리나 여러 마리를 구워 옥황상제에게 고사 지내는 전통이 있다. 이는 영화의 흥행을 기원하고 좋은 평가가 나오도록 바라는 마음에서다.
시우윅에 여러 장식을 얹기도 하는데 동그란 파인애플 조각이나 당과가 대표적이다. 또 시우윅은 행운을 상징하는 빨간색 포장지와 빨간색 상자에 담아 포장하기도 한다.

### 해외
중국 외 타 국가의 차이나타운에서는 광둥성 출신의 화교들이 운영하는 식당에서 시우윅을 파는 경우도 있다. 그 모습은 광둥성의 요리와 거의 동일하다.

## 같이 보기
- 차슈
- 레촌
- 시우메이
- 젖먹이돼지
- 치차론